# Edi Patekar
Edi Patekar (* 24. Februar 2000) ist ein kroatisch-österreichischer Basketballspieler.

## Werdegang
Patekar, dessen Vater Goran Basketballspieler war, kam als Kleinkind nach Oberwart, wo er aufwuchs. Sein Vater wurde im Jugendbereich der Oberwart Gunners als Trainer tätig. 2018 legte Patekar am Zweisprachigen Bundesgymnasium Oberwart die Maturaprüfungen ab und begann ein Fernstudium im Fach Betriebswirtschaftslehre.
Er durchlief die Basketballausbildung bei den Oberwart Gunners, während des Spieljahres 2017/18 wurde Patekar erstmals in der Herrenmannschaft der Burgenländer eingesetzt. Im Juni 2023 nahm er die österreichische Staatsbürgerschaft an. Patekar wurde 2024 und 2025 mit Oberwart österreichischer Meister.

### Nationalmannschaft
Patekar war Mitglied der kroatischen Jugendnationalmannschaft. Kurz nach dem Erhalt der österreichischen Staatsbürgerschaft wurde er in die Herrennationalmannschaft des Landes berufen und bestritt im Juli 2023 sein erstes A-Länderspiel für Österreich.